# Aldeído protocatecuico
Aldeído protocatecuico. protocatecuicaldeído ou 3,4-di-hidroxibenzaldeído, é um aldeído fenólico. Este composto é liberado pelas rolhas de cortiça no vinho.

## Usos

### Biossíntese
Esta molécula pode ser usada como precursora na síntese da vanilina por biotransformação por culturas celulares de Capsicum frutescens um tipo de pimenta. Também é encontrada no cogumelo Phellinus linteus.
O isômero L-3,4-di-hidroxifenilglicina pode ser sintetizado a partir do aldeído protocatecuico.
A enzima peroxidase de rábano silvestre (horseradish peroxidase, HRP), pode ser usada como uma ferramenta em química verde para obtenção do isômero L-3,4-di-hidroxifenilglicina de 3,4-di-hidroxibenzaldeído que é produzido por fungos medicinais como Phellinus linteus e Inonotus xeranticus.

## Síntese química
A partir de 3,4-dimetoxibenzaldeído, a síntese química de 3,4-di-hidroxifenilglicina pode ser realizada pelas reações de síntese e desmetilação de Strecker. A tirosinase oxida este aminoácido em quinona, glicil-o-benzoquinona, altamente instável como seu análogo mais complexo, a dopaquinona, mas não exibe reação de ciclização intramolecular, e ao invés disso, a exibe transformação fácil para finalmente gerar 3,4-di-hidroxibenzaldeído como produto isolável.

### Medicina
Pesquisas mostram que o aldeído protocatecuico inibe a migração e proliferação de células musculares lisas vasculares e a trombose intravascular, assim como a apoptose induzida por lipopolissacarídeo em células endoteliais humanas pela regulação da caspase 3.
São evidenciadas também experimentalmente efeitos antifibróticos na fibrose hepática. A inibição da replicação do vírus da hepatite B, tanto in vitro como in vivo é também evidenciada.
Pesquisas da interação entre o aldeído protocatecuico e a albumina do soro humano, ocorrentes em três dimensões são feitas usando técnicas de espectroscopia de fluorescência.